# Temptation (sång av New Order)
Temptation är en singel från 1982 av New Order.
Många kritiker hävdar att det var med Temptation som New Order tog sig ut från skuggorna av sitt forna band Joy Division. Från postpunk till dansgolv. Det är en stor livefavorit bland fansen och är även Bernard Sumners favoritlåt att framföra live. Det elektroniska bandet Chemical Brothers som är stora fans spelar nuförtiden lite av Temptation live under deras egna spelningar.
2005 spelades en ny musikvideo in med Temptation där Victoria Bergsman spelar huvudrollen.
Temptation finns med i  filmmusiken till filmen Trainspotting från 1996.

## Låtlista
1. Temptation
2. Hurt

## Listplaceringar
| Lista (1982)                     | Topplaceringar |
| -------------------------------- | -------------- |
| Brittiska singellistan           | 29             |
| Brittiska indiesingellistan      | 1              |
| US Billboard Hot Dance Club Play | 68             |